# ピョートル・ブラーホフ (テノール歌手)
ピョートル・アレクサンドロヴィチ・ブラーホフ（ロシア語: Пётр Александрович Булахов, ラテン文字転写: Pyotr Aleksandrovich Bulakhov、1793年 - 1835年11月11日（ユリウス暦10月30日））は帝政ロシア時代のオペラ歌手（テノール）。

## 概要
家族
有名な音楽家の一族であるブラーホフ家の一員。長男のピョートル・ペトロヴィチ・ブラーホフは作曲家で多くのロシア・ロマンスを遺した。次男のパーヴェル・ブラーホフは自身同様テノール歌手でサンクトペテルブルク帝室劇場の第1テノールとして20年以上にわたり活躍した。パーヴェルの妻であるアニーシヤ・ブラーホヴァもサンクトペテルブルク帝室劇場のプリマドンナとして活躍したソプラノ歌手である。
経歴
1793年に生まれる。私設の合唱団で長らく歌った後、1821年にモスクワ・ボリショイ劇場の舞台に上がり、同劇場で1832年まで活躍した。特に当時流行していたボイエルデューのオペラ『バグダッドの太守』、『パリのジャン』、『白衣の婦人』といった作品のテノール役を演じて好評を博した。また、同時代のロシア人作曲家であるヴェルストフスキーやアリャービエフのオペラやヴォードヴィルにも出演し、ヴェルストフスキーの『黒いショール（Чёрная шаль）』（プーシキンによる声楽と管弦楽のためのバラード、1823年初演）やアリャービエフの『夜鳴き鶯（Соловей）』（1827年1月7日、ボリショイ劇場で初演）の初演を担っている。ブラーホフは力強い声の持ち主で、なおかつ柔軟性と柔らかさも併せ持ち、技術的な困難さも難なくこなしていたと伝えられる。また、優れた声楽教師でもあり、ロマンスの作曲も行っていた。
1832年以降、ブラーホフの健康状態は著しく悪化し、3年後に引退を余儀なくされ、引退後まもなくモスクワで没した。